# ترزا فورکادز
ترزا فورکادز (انگلیسی: Teresa Forcades؛ زادهٔ ۱۹۶۶ (۵۸–۵۹ سال)) متخصص الهیات، راهبه، و فعال سیاسی اهل اسپانیا است.
وی همچنین برندهٔ جوایزی همچون ۱۰۰ زن بی‌بی‌سی شده‌است.